# Walleen
Walleen är ett efternamn som burits av en finländsk friherrlig ätt. Ätten är utgången i Finland, men namnet finns 2016 i Danmark och Sverige, där 7 respektive 4 personer med namnet Walleen är bosatta.

## Personer med efternamnet Walleen
- Carl Johan Walleen (1781–1867), finländsk friherre och ämbetsman
- Emil Stjernvall-Walleen (1806–1890), finländsk friherre och statsman